# Birmingham City F.C.

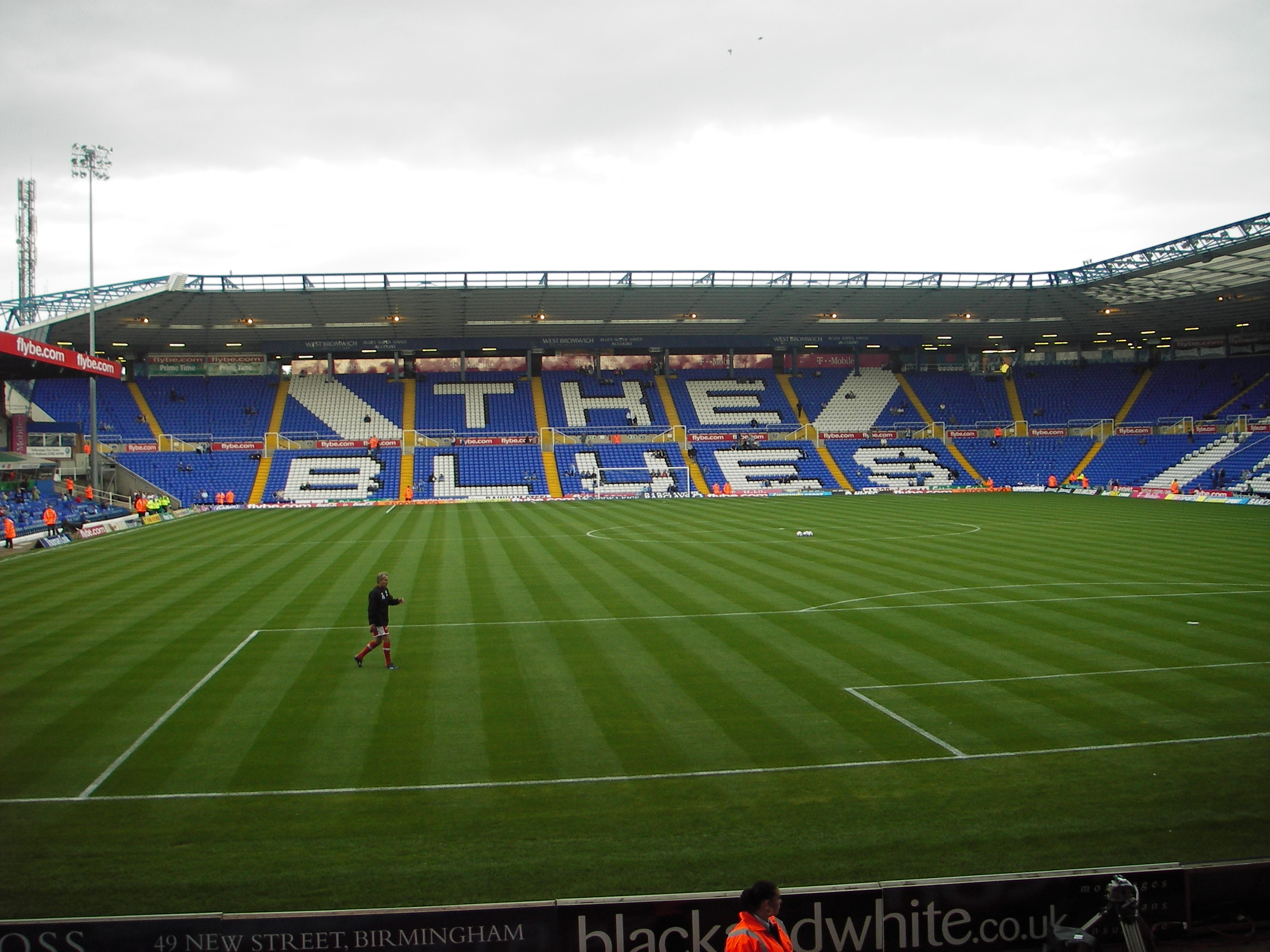
St Andrew’s Stadium

Birmingham City Football Club – angielski klub piłkarski z siedzibą w Birmingham, grający obecnie w Championship.

## Historia
Założony w 1875 roku jako The Small Heath Alliance (jego pierwszym stadionem był Arthur Street). Dziesięć lat później został profesjonalnym zespołem. Od 1877 roku klub grał na stadionie Muntz Street. W 1888 roku stał się Small Heath. W 1905 roku klub zmienił swoją nazwę na Birmingham FC i w 1906 przeniósł się na nowy stadion, który później nosił nazwę St Andrew’s Stadium.
Jako Small Heath klub był założycielem oraz pierwszym mistrzem Football League Second Division. Najwięcej sukcesów zespół osiągnął w latach 50. i 60. W sezonie 1955/1956 zajął najwyższe, szóste miejsce w First Division oraz doszedł do finału Pucharu Anglii. W roku 1960 i 1961 grał w finałach Pucharu Miast Targowych. Dwa lata później zdobył Pucharu Ligi.
Klub grał w najwyższej lidze rozgrywek łącznie przez 52 sezony w historii. Największy sukces w rozgrywkach ligowych to zajęcie 6. miejsca. Birmingham City w 1963 roku wygrał Puchar Ligi, natomiast w 2001 roku przegrał w finale tych rozgrywek. W 1931 i 1956 roku klubowi udało się też dotrzeć do finału Pucharu Anglii. W 2011 roku Birmingham City zdobył Puchar Ligi Angielskiej pokonując w finale 2:1 Arsenal.
Obecną nazwę nosi od 1943 roku. Przez większą część swojej historii klub grał w najwyższej klasie rozgrywkowej w Anglii. Od 1986 do 2002 roku zespół cały czas grał natomiast poza pierwszą ligą. W tym czasie klub grał również w trzeciej klasie rozgrywek i zdobył Football League Trophy. W sezonie 2008/2009 klub awansował z Football League Championship do Premier League.
Klub rozgrywa także Derby Birmingham ze swoim rywalem, Aston Villą. Zespół nosi przydomek Blues (niebiescy) z powodu swoich barw, zaś kibice nazywani są Bluenoses (niebieskonosi).

## Sukcesy
- Finalista Pucharu Anglii: 1931, 1956
- Zwycięstwo w Pucharze Ligi Angielskiej: 1963, 2011
- Finalista Pucharu Ligi Angielskiej: 2001
- Finalista Pucharu Miast Targowych: 1960, 1961

## Zawodnicy

### Obecny skład
Stan na 23 lutego 2021
| Nr | Poz. | Piłkarz                                    |
| -- | ---- | ------------------------------------------ |
| 1  | BR   | Andrés Prieto                              |
| 2  | OB   | Maxime Colin                               |
| 3  | OB   | Kristian Pedersen                          |
| 4  | OB   | Marc Roberts                               |
| 5  | OB   | George Friend                              |
| 6  | OB   | Yan Valery (wypożyczony z Southampton)     |
| 8  | PO   | Adam Clayton                               |
| 9  | NA   | Scott Hogan                                |
| 10 | NA   | Lukas Jutkiewicz                           |
| 11 | NA   | Jérémie Bela                               |
| 12 | OB   | Harlee Dean (kapitan)                      |
| 14 | NA   | Jonathan Leko                              |
| 15 | OB   | Jake Clarke-Salter (wypożyczony z Chelsea) |
| 16 | NA   | Sam Cosgrove                               |

| Nr | Poz. | Piłkarz                                            |
| -- | ---- | -------------------------------------------------- |
| 17 | NA   | Iván Sánchez                                       |
| 18 | PO   | Riley McGree (wypożyczony z Charlotte FC)          |
| 19 | PO   | Mikel San José                                     |
| 20 | PO   | Gary Gardner                                       |
| 23 | PO   | Jon Toral                                          |
| 24 | PO   | Rekeem Harper (wypożyczony z West Bromwich Albion) |
| 25 | OB   | Josh Dacres-Cogley                                 |
| 27 | BR   | Connal Trueman                                     |
| 30 | BR   | Neil Etheridge                                     |
| 34 | PO   | Ivan Šunjić                                        |
| 35 | PO   | Alen Halilović                                     |
| 42 | OB   | Steve Seddon                                       |
| 44 | PO   | Caolan Boyd-Munce                                  |
| –  | NA   | Keyendrah Simmonds                                 |

### Piłkarze na wypożyczeniu
| Nr | Poz. | Piłkarz                                   |
| -- | ---- | ----------------------------------------- |
|    | PO   | Fran Villalba (wypożyczony do UD Almería) |
|    | PO   | Daniel Crowley (wypożyczony do Hull City) |
|    | PO   | Agus Medina (wypożyczony do UE Cornellà)  |

| Nr | Poz. | Piłkarz                                          |
| -- | ---- | ------------------------------------------------ |
|    | PO   | Charlie Lakin (wypożyczony do Ross County)       |
|    | OB   | Iván Guzmán (wypożyczony do UE Cornellà)         |
|    | PO   | Odin Bailey (wypożyczony do Forest Green Rovers) |

## Trenerzy
| - Zarząd Klubu (1892–1910) - Bob McRoberts (1910–1915) - Frank Richards (1915–1923) - Billy Beer (1923–1927) - Bill Harvey (1927–1928) - Leslie Knighton (1928–1933) - George Liddell (1933–1939) - Bill Camkin (1939–1944) - Harry Storer (1945–1948) - Bob Brocklebank (1949–1954) - Arthur Turner (1954–1958) - Pat Beasley (1958–1960) - Gil Merrick (1960–1964) - Joe Mallett (1964–1965) - Stan Cullis (1965–1970) - Freddie Goodwin (1970–1975) - Willie Bell (1975–1977) - Sir Alf Ramsey (1977–1978) - Jim Smith (1978–1982) |  | - Ron Saunders (1982–1986) - John Bond (1986–1987) - Garry Pendrey (1987–1989) - Dave Mackay (1989–1991) - Lou Macari (1991–1991) - Terry Cooper (1991–1993) - Barry Fry (1993–1996) - Trevor Francis (1996–2001) - Steve Bruce (2001–2007) - Eric Black (2007) - Alex McLeish (2007–2011) - Chris Hughton (2011–2012) - Lee Clark (2012–2014) - Gary Rowett (2014–2016) - Gianfranco Zola (2016–2017) - Harry Redknapp (2017–2018) - Garry Monk (2018–2019) |

## Sponsorzy
3 sierpnia 2011 miało miejsce podpisanie rocznej umowy sponsorskiej pomiędzy klubem a firmą RationalFX Xendpay, specjalistą od przelewów międzynarodowych oraz transakcji walutowych. Logo sponsora pojawi się na koszulakch piłkarzy Birmingham City F.C. na sobotnim (6 sierpnia 2011) meczu z Derby County.

## Europejskie puchary
Legenda do wszystkich tabel:
- Q – runda eliminacyjna, 1/16, 1/8, 1/4, 1/2 – odpowiednia faza rozgrywek, Grupa – runda grupowa, 1r gr – pierwsza runda grupowa, 2r gr – druga runda grupowa, F – finał, R – runda, PO – play-off
- k. – rzuty karne, los. – losowanie, Dogr. – dogrywka, w. – zasada bramek strzelonych na wyjeździe

| Sezon   | Rozgrywki              | Runda   | Klub                        | Dom | Wyjazd | Ogólnie      |
| ------- | ---------------------- | ------- | --------------------------- | --- | ------ | ------------ |
| 1955/58 | Puchar Miast Targowych | Grupa B | Inter Mediolan              | 2–1 | 0–0    | 1. miejsce   |
| 1955/58 | Puchar Miast Targowych | Grupa B | Zagrzeb XI                  | 3–0 | 1–0    | 1. miejsce   |
| 1955/58 | Puchar Miast Targowych | 1/2     | FC Barcelona                | 4–3 | 0–1    | 4–4, 1–2 (N) |
| 1958/60 | Puchar Miast Targowych | 1R      | Kolonia XI                  | 2–0 | 2–2    | 4–2          |
| 1958/60 | Puchar Miast Targowych | 2R      | Zagrzeb XI                  | 1–0 | 3–3    | 4–3          |
| 1958/60 | Puchar Miast Targowych | 1/2     | Royale Union Saint-Gilloise | 4–2 | 4–2    | 8–4          |
| 1958/60 | Puchar Miast Targowych | F       | FC Barcelona                | 0–0 | 1–4    | 1–4          |
| 1960/61 | Puchar Miast Targowych | 1R      | Újpesti Dózsa               | 3–2 | 2–1    | 5–3          |
| 1960/61 | Puchar Miast Targowych | 2R      | KB                          | 5–0 | 4–4    | 9–4          |
| 1960/61 | Puchar Miast Targowych | 1/2     | Inter Mediolan              | 2–1 | 2–1    | 4–2          |
| 1960/61 | Puchar Miast Targowych | F       | AS Roma                     | 2–2 | 0–2    | 2–4          |
| 1961/62 | Puchar Miast Targowych | 2R      | RCD Espanyol                | 1–0 | 2–5    | 3–5          |
| 2011/12 | Liga Europy            | PO      | CD Nacional                 | 3–0 | 0–0    | 3–0          |
| 2011/12 | Liga Europy            | Grupa H | SC Braga                    | 1–3 | 0–1    | 3. miejsce   |
| 2011/12 | Liga Europy            | Grupa H | NK Maribor                  | 1–0 | 2–1    | 3. miejsce   |
| 2011/12 | Liga Europy            | Grupa H | Club Brugge                 | 2–2 | 2–1    | 3. miejsce   |